# 인도 공과대학교 루르키
인도 공과대학교 루르키(Indian Institute of Technology, Roorkee, 줄여서 IIT Roorkee)은 인도 우타라칸드주 루르키에 위치한 국립 공과 대학이다. 인도 공과대학교 중 하나의 캠퍼스다.
1847년에 인도 제국에서 부총독 제임스 토마슨 경에 의해 설립 되었으며, 아시아에서 가장 최초로 설립된 공과대학이다. 인도 정부의 인해 카라그푸르·뭄바이·칸푸르·마드라스·델리에 5개의 기존 인도 공과대학교가 설립된 후, 인도 공과대학교 구와하티에 이어 7번째 인도 공과대학교로 선정되면서 명칭이 인도 공과대학교 루르키로 변경되었다.

## 같이 보기
- 인도 공과대학교